# Норвегія на літніх Олімпійських іграх 1964
Норвегія на літніх Олімпійських іграх 1964 року в Токіо (Японія) була представлена 26 спортсменами (24 чоловіки та 2 жінки), які змагались у 23 дисциплінах 6 видів спорту. Не було здобуто жодної медалі.
Наймолодшим серед спортсменів був веслувальник Рольф Сіверсен (15 років 359 днів), найстарішим — яхтсмен Кнут Бенгтсон (45 років 132 дні).